# Louise Juta

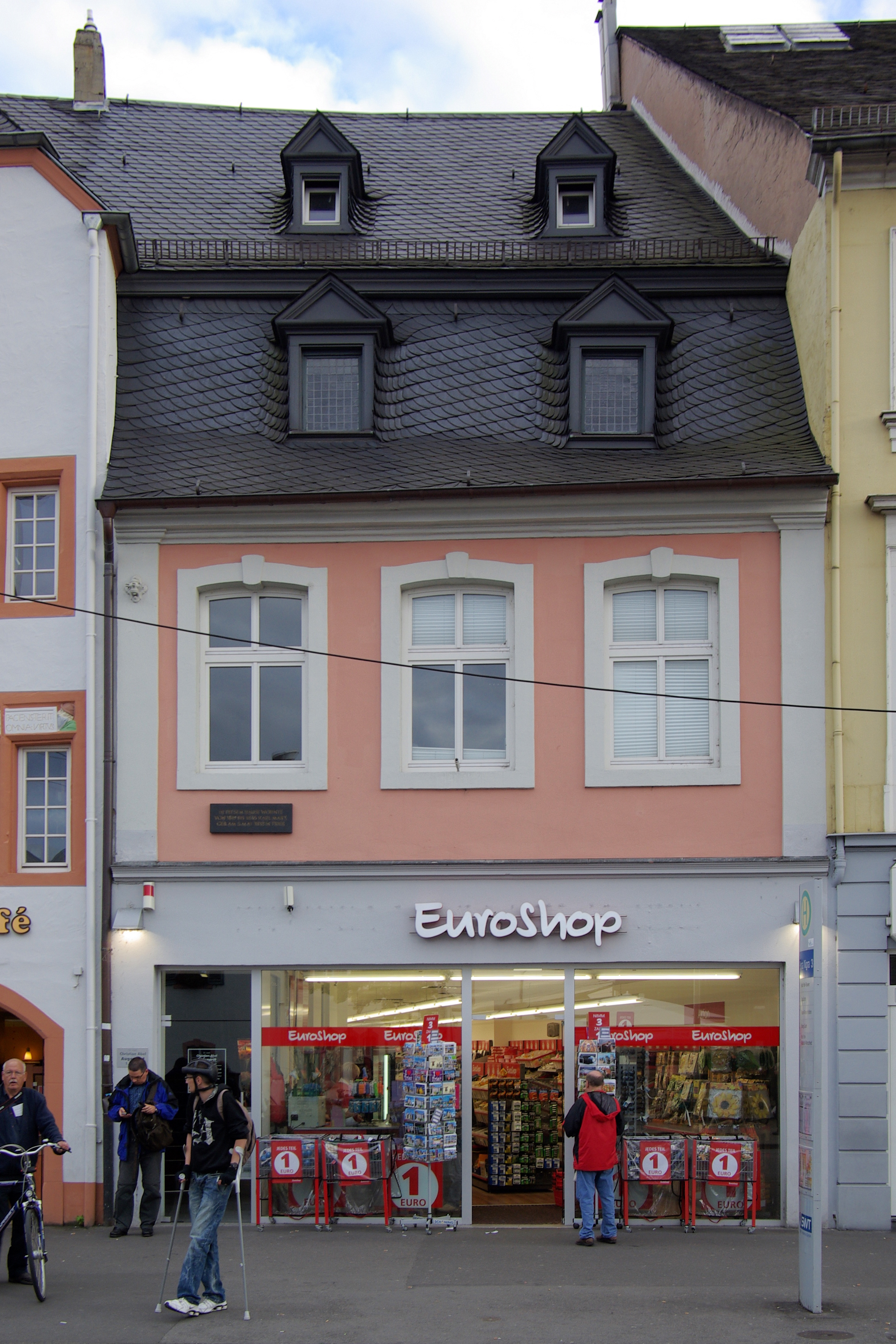
Le 8 Simeonstrasse, à Trèves est le lieu de naissance et d'habitation de Louise Marx jusqu'à ce que la famille déménage en 1842

Louise Juta, née Louise Marx le 14 novembre 1821 à Trèves dans le grand-duché du Bas-Rhin, morte le 3 juillet 1893 au Cap, a fondé, avec son mari, une société d'édition et un réseau de librairies afrikaner en Afrique du Sud, où ils ont émigré. C'est aussi la sœur de Karl Marx.

## Biographie

### Jeunesse et origine familiale
Louise Marx est née en 1821 à Trèves, dans le Grand-duché du Bas-Rhin, enfant de Heinrich Marx, avocat, et de Henriette Presbourg, d'origine hollandaise. Karl Marx est un de ses frères aînés,.
Son père, Heinrich, juif et fils d'un rabbin, est baptisé en 1817, après s'être converti au luthéranisme. Louise est baptisée le 26 août 1824 en même temps que ses frères et sœurs. Peu de temps après avoir eu la scarlatine, elle doit revenir avec sa sœur Émilie le 8 avril 1838 à Trèves, son père, souffrant de la tuberculose, étant gravement malade. Heinrich Marx meurt le 10 mai 1838 à Trèves. Elle est placée, comme tous les frères et sœurs mineurs, sous l'autorité d'un tuteur. La famille vit dès lors avec des moyens plus modestes, limitant les possibilités d'effectuer des études.

### Mariage
Elle rencontre Jan Carel Juta à Zaltbommel aux Pays-Bas, et ils se marient le 5 juin 1853, dans le cadre d'une cérémonie civile à Trèves. Le 7 juin, un mariage à l'église a lieu dans la ville de Traben, en présence de sa mère, Henriette, et son oncle Lion marié à Sophie Philips (de la famille Philips à l'origine, quelques décennies plus tard du groupe néerlandais éponyme). Le 15 juin 1853, un acte notarié est conclu à Zaltbommel fixant aussi  les conditions d'un long voyage pour s'installer dans la péninsule du Cap, ancienne colonie hollandaise annexée par les Britanniques.
Sur le chemin de la Colonie du Cap, le couple de jeunes mariés rend visite à Karl Marx et  à sa famille à Londres le 29 juin 1853. Invitée à son domicile situé dans la Dean Street, Louise reste manifestement insensible aux opinions et points de vue de son frère, un invité notant qu'« elle accepte difficilement la position de son frère devenu un des responsables des socialistes, et insiste sur leur appartenance à la famille d'un avocat respecté et apprécié de tous à Trèves. ». Ensuite les époux Juta et Karl Marx rendent visite à Friedrich Engels qui demeure à Manchester.

### Afrique du Sud
Peu après leur arrivée, toujours en 1853, en Afrique du Sud, les époux fondent une société, qui fait librairie et papeterie, dans la Wale Street, au Cap. Ils vendent des manuels, des documents gouvernementaux et des ouvrages scientifiques. Ils éditent même un journal en afrikaans, De Zuid Africaan, avec quelques contributions ponctuelles de Karl Marx (qui, resté en lien avec à sa sœur, et ayant besoin d'une aide financière, s'est vu proposer d'écrire en retour des articles). Ils éditent également un magazine consacré à des questions et débats juridiques, Juta's Law Report (qui s'est maintenu mais a changé de titre et est devenu le South African Law Reports. C'est un journal professionnel s'adressant aux avocats sud-africains),. En 1883, elle vend une partie de la société à Jacobus Cuypers et Thomas Mullins Duncan. Elle décède à Rondebosch, faubourg de la ville du Cap, en 1893.
Louise et Jan Carel ont sept enfants, notamment Sir Henry Juta (en), avocat puis juge, président de l'assemblée du Cap, et brièvement procureur général.

## Postérité
La maison d'édition Juta est toujours en activité et est, sous différentes marques et enseignes, l'un des principaux éditeurs d'ouvrages scolaires, académiques et juridiques d'Afrique du Sud. La compagnie Juta possède également un réseau de librairies.